# Atargatisz

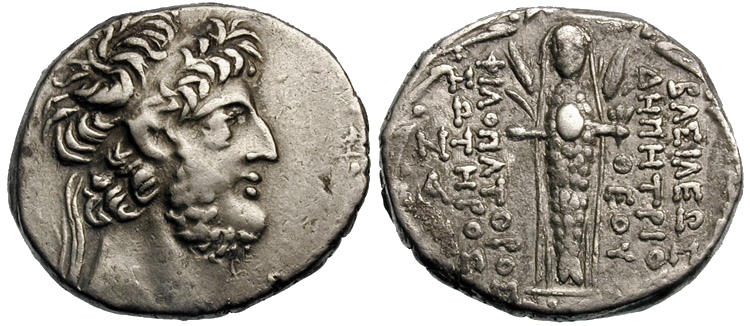
Atargatisz III. Démétriosz szeleukida uralkodó pénzén

Atargatisz görög istennő az ókori Közel-Keleten. A görögök rövidítve Derketó (Δερκετώ) vagy Derketisz (Δερκετίς) néven is ismerték. Valószínűleg ebből eredt egy másik elterjedt elnevezése, a Dea Szüria (Δέα Συρια), azaz Szíria Istennője is, amelyet néha szintén rövidítettek Deaszüra változatra is. A rómaiak Atargatis, Derceto és Dea Syria néven is átvették. A hellenisztikus időkben rendkívül népszerű volt, ekkor már haltestű, kifejezetten sellőszerű alakban képzelték el. Ő volt a közösség védelmezője. A körülötte lévő víz jelképezi a vizek jelentőségét a termékenységben, valamint a magzatot védelmező magzatvízre is utal. Általában Hadad felesége a mítoszokban, vagy Baál-Hadad, a kánaáni viharistené.

## Története
Atargatisz – nevéből és elterjedéséből következően – minden bizonnyal az ősi (akkád eredetű) Asratum istennő késői változata. Valószínűleg az ugariti Atiraton keresztül alakult ki, szerepet játszhatott ebben a szíriai Asirtum változat is, valamint a héber Asera is. Arameus névalakja ‘tr’ṯ. Mindannyian közösek abban is, hogy Istár mítoszai jelentősen hatottak a kultuszokra. Ez a termékenységgel és szerelemmel kapcsolatos istenkör az i. e. 2. évezred első felétől népszerű volt Mezopotámiától Hattiig és Urartutól Kánaánig. A név etimológiája talán az Attisz és Astarté nevek összevonódására vezethető vissza (eredetileg Ate és Atirat). Más elképzelés szerint Attor isten és egy fogalom összevonása. A fogalom palmürai személynevekben „kedvező” jelentésű.
Kultuszaiban – a későbbi keresztény írók szerint, ezért az adat bizonytalannak tekintendő – szerepet játszott az öncsonkítás is. A 3. század elején Bar Daisan (Bardeszanész) szír író így írt róla: „A szíriai és urhai (Edessza) férfiak Atargatisz tiszteletére ivartalanították magukat. De amikor Abgár király hívő lett (értsd: keresztény), megparancsolta, hogy aki kiheréli magát, annak vágják le a kezét. És ettől a naptól máig senki sem csonkította meg magát.”

## Kultusza
Fő kultuszhelyei a görög korban Szíria területére estek, mint Hierapolisz Bambüké (ma Manbij) és Dura-Európosz (a mai Szálhije közelében). Templomai előkerültek Niha, Tripolisz és Aszkalón városokban is. Messze nyugaton, Déloszon és Szicília szigetén is ismerték, az utóbbi helyen Démétérrel is azonosították. Az azonosítások („szinkretizmusok”) között ott találjuk Aphrodité, Kübelé és Rhea istennőket is. Pannoniában Baltisszal olvadt össze, Edesszában (ma Şanlıurfa) és Palmürában (ma Tadmur) Tükhéként ismerték. Nem biztos, hogy szinkretizmus terméke az Óannészhez hasonló test, lehetséges, hogy csak annak női párját alkották meg vele. Mindenesetre Atargatisszal kapcsolatban is említik, hogy feltalált hasznos eszközöket.
Lukianosz ezt írja egyik szobráról: „Az egyik kezében a jogart tartja, a másikban egy orsót. A fején sugárkoronát visel és tornyot, derekán öv. A szobron igen drága arany és drágakövek, amelyek közül néhány fehér, néhány a vízszínű, soknak borszíne van, soknak pedig tüzes...” Lukianosz: Dea Szüria
Állandó jelzői a „tiszta”, „megváltó” és „Szűz”, valamint az „Istenek Anyja”, kétségkívül hatással volt a Szűz Mária-történetre. Ikonográfiája Kübelé, a „Nagy Anya”. ábrázolásaihoz hasonló.
Mítosza szerint halandóból lett istenné. Állapotos lett és egy tóba ugorva öngyilkos akart lenni. Vízi nimfák mentették meg, de félig hallá változott, a megszületett gyermeke pedig Szíria királynője lett. Szicíliai Diodórosz szerint ez a leány Szemiramisz volt (akinek első férje Óannész). A vízzel kapcsolatos mítosza miatt azonosították Aphroditével, majd a római korban Venusszal. A vízből kiemelkedő Aphrodité önálló istenként talán közvetlenül Atargatiszból eredeztethető, mégpedig annak termékenységi, és Istártól származó szerelmi, érzéki vonatkozásaiból. Ciprus beleillik a kultusz korai görög időkbeni terjedésének irányába. Ovidius elbeszéli, hogy Venus Typhon elől menekülve ugrott az Eufráteszbe, amikor Eros gyermekével volt terhes. Az istennő a vízi nimfákhoz könyörgött, mire két hal megmentette. Ez a két hal alkotja a Halak csillagképet. Lukianosz Hérával azonosította. Ezen túlmenően egyes aspektusai Nemeszisz sorsistennő felé is mutatnak. A palmürai Tükhé – aki Artemisszel is azonosult – az ősi arab istennőhöz, Allathoz is hasonló, akinek ikonográfiája nagyon hasonlít a Atargatiszéhoz. Allat viszont szintén az Élat (’ílt) néven is ismert még ősibb ugariti Atirat (’aṯrt) egy változata. Az ikonográfia változásai azt eredményezték, hogy a római korban még több helyi istennővel azonosult, még olyan jelentős kultuszok is hatása alá kerültek, mint az egyiptomi Íziszé. Még a brit szigeteken is kimutatható a jelenléte.
Lukianosz igen részletesen írta le a templom csillogó pompáját, a számos kultikus tárgyat és szobrot, a papok sokaságát és a különböző rituálékat, ünnepeket. Naponta kétszer volt áldozat. Ezeket egy papnő kísérte fuvolával és csörgővel. A kötelező szent tó a közelben volt, tele szent halakkal, amelyekből senkinek sem volt szabad enni. Éppígy tilos volt Atargatisz szent galambjait bántani.

## Ábrázolásai
A természet istennőjeként a sors hatalmát is kezében tartja. A szeleukida korban csaknem minden pénzérmén megtalálható az ábrázolása, fején jellegzetes fénykoronát visel. Máskor „falkoronát”, azaz tornyot, várfalat utánzó fejdíszt. Emberformában oroszlánon ülő nőalak koronával. Dura-Európoszban egy falkoronás szobortöredéken két galamb ül a vállán. Gyakran lovaglás közben, szinte mindig oroszlánok kíséretében ábrázolták. Általában trónon ül, két szfinxszel vagy oroszlánnal körülvéve. A szokásos kísérők mellett egyes helyeken delfinekkel látható. Nyolcágú csillag hangsúlyozhatta a Vénusz bolygóval való kapcsolatát. A nyolcágú csillag a középkorban Atargatiszra utalva a nyolc erény jelképévé vált, gyakori heraldikai szimbólum.
Valószínűleg Atargatiszt ábrázolja a nabateus dombormű (Khirbet et-Tannur, időszámításunk kezdete körül), amelyen a szárnyas Niké állatövábrázolást tart a fején, ebben pedig egy fátyolos női büszt van Holddal és jogarral. Ugyanitt egy másik töredék a vízi jellegeket hangsúlyozza hullámos hajjal, dülledt szemekkel, a feje tetején két hallal. Körülötte a szeleket jelképező motívumok.
Egy erősen sérült római dombormű férjével, Hadaddal ábrázolja. Hadad mellett egy bika áll, Atargatisz két oldalán oroszlánok, miközben a trónon ül. Egy 50 és 250 között készült, festett mészkő faragványt a dura-európoszi Atargatisz-templom udvarán találtak (ma a Yale Egyetem tulajdonában van). A Hadad–Atargatisz házaspár trónon ül, köztük egy oszlop. Érdekessége, hogy Hadad valamivel kisebb feleségénél. A bika itt is megjelenik, ahogyan Atargatisz mellett is két oroszlán áll. Az istennő haja hullámos és sugárkoronát visel.
A Vatikáni Múzeum egyik fogadalmi sztéléjén a trónon ülő istennőt ismét oroszlánok veszik körül, haja hullámos, fejdíszén holdsarló van. Jobb kezében orsót, bal kezében tükröt tart. Az orsó sokszor megjelenik istennők közelében, univerzális sors-szimbólum a Földközi-tenger vidékén, a tükör pedig az Aphrodité-kapcsolatot mutatja.
Egy különleges ábrázolása található a petrai Oroszlános Templomban. A sárga homokkő tömb egy nagy kocka, amelynek előlapján stilizált szemek, orr és száj látható. A tetején lombos fríz, ennek közepén egy lyuk van. Ebben valószínűleg valamilyen jelkép volt eredetileg.
Egy római Atargatisz-szobrocska erősen Íziszre hasonló kompozíciójú. A hagyományos attribútumok helyett ezen a szobron egy kígyót ábrázoltak, amely talán a mithraizmus oroszlánfejű istenének, Aiónnak ábrázolásaiból került ide.